# Parque nacional de Exmoor
El parque nacional de Exmoor es un parque nacional ubicado en la costa de Devon y Somerset sobre el canal de Bristol en el suroeste de Inglaterra.  El parque abarca 692 km² de páramos ondulados y 55 km de costa. Exmoor es uno de los más antiguos parques nacionales británicos, fue fundado en 1954, y debe su nombre a su río principal el río Exe. Varias zonas del parque han sido declaradas sitios de especial interés científico.
Antes de que Exmoor fuera un parque nacional, era un Parque Real y coto de caza. Fue vendido en 1818. Sir Richard Acland, el último custodio de Exmoor, con un rebaño de treinta ponis fundó la famosa manada de Anchor, que ha perdurado hasta nuestros días.

## Paisaje

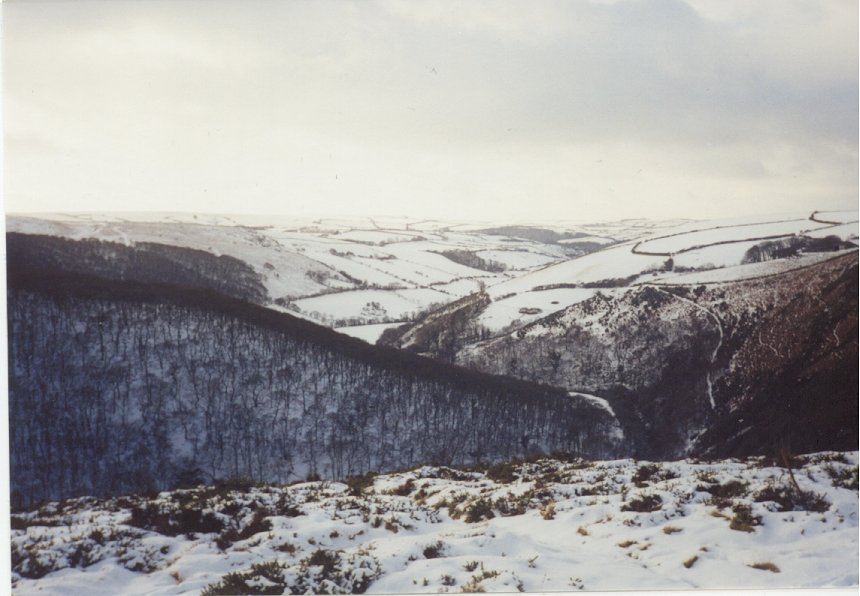
Horner Woods, Exmoor, en invierno.

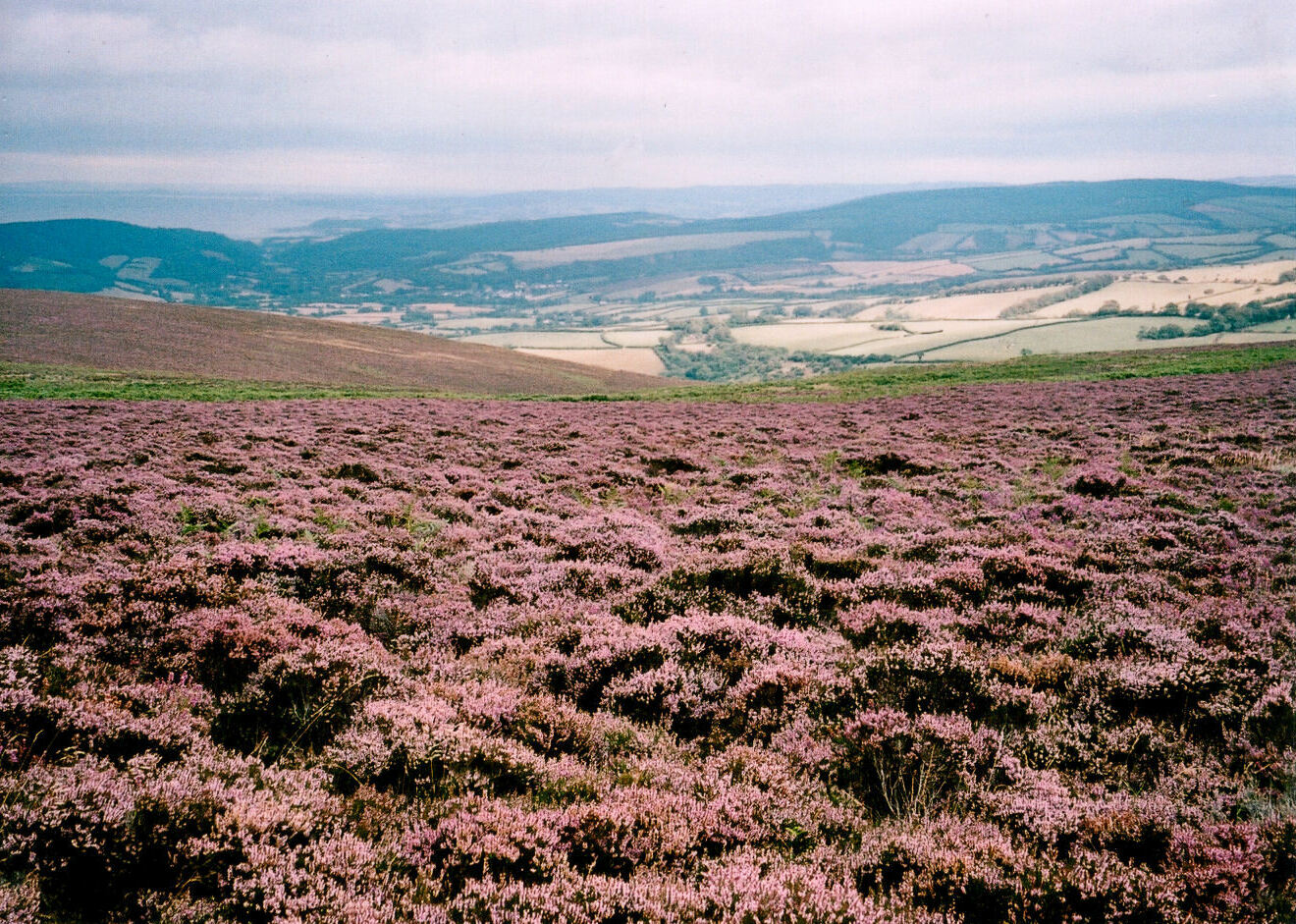
Dunkery Beacon, con brezo en floración.

Aproximadamente un cuarto de la superficie de Exmoor se encuentra cubierta de tierra yerma y páramos no cultivados. Algunos páramos están cubiertos por distintas variedades de pastos y ciperáceas, mientras que otros se encuentran cubiertos de brezo. Los páramos se asientan en un suelo húmedo y ácido depositado sobre una mezcla de rocas que incluye roca sedimentaria, laja, pizarra y caliza, la mayoría depositadas durante el Devónico. El punto más elevado de Exmoor es Dunkery Beacon, con 519 m de altura, que también es el punto más elevado de Somerset. The Chains y las zonas elevadas que lo rodea son fuentes de varios ríos, que fluyen a través de valles empinados denominados combes.
La costa de Exmoor se destaca por sus acantilados que son los mayores acantilados de Inglaterra. El South West Coast Path recorre estos acantilados y en el 2006 fue votada como la senda más bonita de Inglaterra.
Si bien por lo general se asocia Exmoor con sus páramos, existen también áreas cultivadas que incluyen Brendon Hills, que se encuentran al este del parque nacional. Exmoor posee unos 84km² de bosques, formados por una mezcla de árboles de amplias hojas (roble, fresno y avellano) y coníferas. Se destacan los bosques de  Horner Woodlands y Tarr Steps. Estos bosques poseen líquenes, musgos y helechos.

## Costa

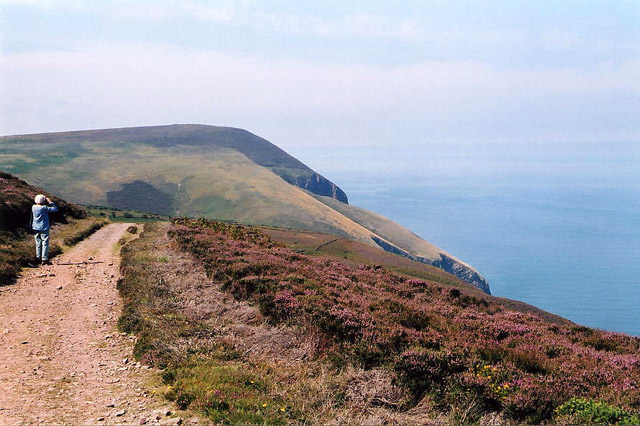
Montañas cerca de la costa en el Parque

En el norte Exmoor posee 55 km de costa, que incluye algunos de los más imponentes acantilados de Gran Bretaña. El acantilado más alto es Great Hangman, con 244 m de altura. La costa es un sitio preferido por aventureros, exploradores y escaladores, contando con grandes cascadas y cuevas. Sendero de la costa de Exmoor
Exmoor se destaca por sus bosques costeros, incluidos 16 km de acantilados entre Porlock y Countisbury donde en algunos sitios los árboles llegan hasta la costa.  La Senda costera del Sur Oeste, con 1014 km es la senda nacional más extensa de Inglaterra y Gales, comienza en Minehead y recorre toda la costa de Exmoor.
En Lynmouth, Porlock Weir y Combe Martin existen pequeños puertos. Antiguamente eran utilizados para el comercio, pero hoy en día su principal uso es la navegación recreativa y pesca.

## Ríos
La precipitación anual en las tierras altas es de 2000 mm, producto de las nubes formadas en el Océano Atlántico. Las tierras altas forman la cuenca de numerosos ríos y arroyos. Se estima en Exmoor la longitud total de sus ríos asciende a 485 km.
Entre los ríos de Exmoor se destacan el Exe, Avill, Barle, Bray, Heddon, East Lyn, Horner y West Lyn.

## Fauna

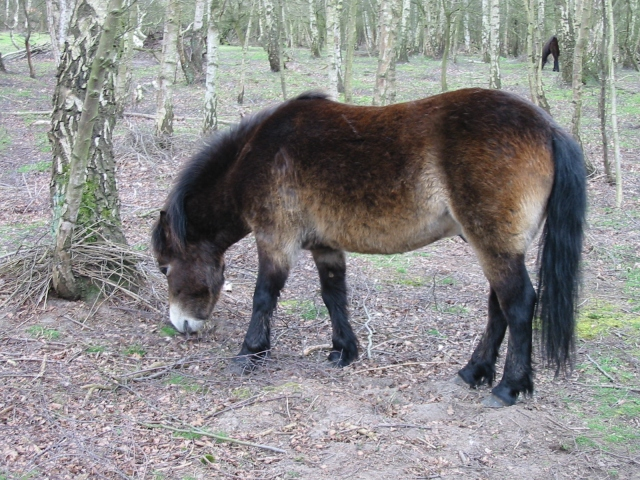
Un pony de Exmoor pastando.

Las ovejas han pastado en los páramos durante más de 3,000 años. Entre las razas ovinas tradicionales se encuentran Exmoor Horn, Cheviot y Whiteface Dartmoor and Greyface Dartmoor.  También en la zona se ha criado ganado Devon red.
Es posible ver a los Ponis de Exmoor deambulando libres por los páramos. No se consideran como una variedad sino como una raza en sí misma. Una vez al año los ponis son juntados, para marcarlos y controlarlos.
El ciervo colorado también habita los páramos y es posible observarlo en las laderas apartadas, particularmente temprano por la mañana.
La famosa Bestia de Exmoor asola el páramo, con numerosos avistamientos  partir de la década de 1960. Posiblemente sea un jaguar o leopardo negro que fuera puesto en libertad durante la década de 1960 o 1970 luego de que se promulgara una ley declarando ilegal tenerlos en cautividad fuera de los zoológicos. Ha sido culpada de la muerte de numerosos ovejas a lo largo de los años.

## Exmoor en la literatura
Exmoor es el escenario de la popular novela del siglo XIX Lorna Doone de Richard Doddridge Blackmore,.